# Giovanni Canova
Giovanni Canova (* 27. Juli 1880 in Canicattì; † 28. Oktober 1960 in Turin) war ein italienischer Degenfechter.

## Erfolge
Giovanni Canova nahm an zwei Olympischen Spielen teil: bei den Olympischen Spielen 1920 in Antwerpen erreichte er in der Mannschaftskonkurrenz mit der italienischen Equipe den ersten Platz. Zusammen mit Abelardo Olivier, Tullio Bozza, Dino Urbani, Andrea Marrazzi, Tommaso Costantino, Antonio Allochio, Aldo Nadi, Nedo Nadi und Paolo Thaon di Revel wurde Canova damit Olympiasieger. In der Einzelkonkurrenz schied er in der Viertelfinalrunde aus. 1924 zog er mit der Mannschaft in Paris erneut in die Finalrunde ein, die er mit Giulio Basletta, Marcello Bertinetti, Virgilio Mantegazza, Vincenzo Cuccia und Oreste Moricca hinter Frankreich und Belgien auf dem Bronzerang beendete.